# Sainte-Colombe-sur-Guette
Sainte-Colombe-sur-Guette é uma comuna francesa na região administrativa de Occitânia, no departamento de Aude. Estende-se por uma área de 21,04 km². Em 2010 a comuna tinha 46 habitantes (densidade: 2,2 hab./km²).